# 鳴門市北灘東小学校
鳴門市北灘東小学校（なるとし きたなだひがししょうがっこう）は、徳島県鳴門市北灘町粟田にある公立小学校。
児童数の減少などの理由で2015年4月1日をもって休校し、同年同月同日に鳴門市明神小学校に統合された。。

## 概要
児童は卒業後は鳴門市北灘中学校へ進学していたが2014年3月31日に休校となり、以降の2015年度卒業生を含む休校時に就学していた児童は鳴門市瀬戸中学校へ進学している。

## 基礎データ
全校生徒数
- 44人（2010年度（平成22年度）当時）
- 32人（2014年度（平成26年度）当時）[1]

### 校訓
- 強く
- 正しく
- つつましく

### 教育目標
- 自ら学び，豊かな心を持ち，たくましく生きる，自立した子どもを育てる。

### 校歌
- 作詞: 三原清
- 作曲: 小串信太郎

## 沿革
- 1876年（明治9年） - 宿毛谷小学校が開校。
- 1877年（明治10年） - 櫛木小学校が開校。
- 1885年（明治18年） - 宿毛谷小学校を宿毛谷簡易小学校と改称。
- 1886年（明治19年） - 櫛木小学校を櫛木尋常小学校と改称。
- 1887年（明治20年） - 宿毛谷簡易小学校を宿毛谷尋常小学校と改称。
- 1908年（明治41年） - 宿毛谷尋常小学校・櫛木尋常小学校・櫛木尋常小学校粟田分校を統合して、北灘東小学校となる。櫛木尋常小学校は、北灘東小学校櫛木分校となる。
- 1909年（明治42年） - 北灘東尋常小学校と改称。
- 1941年（昭和16年） - 北灘東国民学校と改称。
- 1947年（昭和22年） - 徳島県板野郡北灘村北灘東小学校と改称。
- 1956年（昭和31年） - 北灘村が鳴門市に合併した為、徳島県鳴門市北灘東小学校となる。
- 1967年（昭和42年） - 櫛木分校が廃校。
- 2015年（平成27年）4月1日 - 休校。

## 交通

### 最寄駅
- JR鳴門線鳴門駅

### 最寄バス停
- 徳島バス北灘東小前バス停

## クラブ活動・部活動
- パソコンクラブ
- ブラスバンド部

## 関連学校
- 鳴門市明神小学校（2015年4月1日から通学。）
- 鳴門市瀬戸中学校（2014年4月1日から通学。）
- 鳴門市北灘中学校（2014年3月31日付休校。）